# Ptyssiglottis nigrescens
Ptyssiglottis nigrescens là một loài thực vật có hoa trong họ Ô rô. Loài này được (Merr.) B. Hansen miêu tả khoa học đầu tiên.